# Пряхи (картина)
«Пряхи» — картина Диего Веласкеса, написанная около 1657 года, в поздний период творчества художника. Также известна под названием «Миф об Арахне». В настоящее время хранится в музее Прадо.
Традиционно считалось, что картина изображает работниц гобеленовой мастерской Королевского монастыря Санта-Исабель в Мадриде. Однако в 1947 году искусствовед Диего Ангуло показал, что иконография картины относится к мифу об Арахне из «Метаморфоз» Овидия, согласно которому ткачиха Арахна бросила вызов самой Афине в мастерстве ткачества и, победив в состязании, была превращена богиней в паука за гордыню и кощунственные изображения богов.
Согласно общепринятой современной трактовке картина изображает состязание между Афиной, в образе женщины слева, и Арахной, работающей справа, повернувшись к зрителю спиной. На заднем плане публика рассматривает один из завершённых гобеленов Арахны «Похищение Европы» — сюжет, который Арахна использовала среди прочих во время состязания, в соответствии с мифом, изложенным Овидием. Гобелен идентифицируется благодаря сходству с одноимённой картиной Тициана, хранившейся в те годы в Королевской коллекции живописи. «Прях» также можно интерпретировать как аллегорию искусства, требующего и божественного вдохновения (Афина), и усердного труда (Арахна).
Большинством учёных датировка картины основывается на её стилистических элементах — интенсивности освещения, экономичном использовании пространства и явном влиянии итальянского барокко. Однако некоторые исследователи относят её к периоду 1644—1650 годов, аргументируя это сходством ряда аспектов с ранними бодегонами Веласкеса. Например, двухуровневая композиция «Прях», с разделением действия на передний и задний план, аналогична композиции «Христа в доме Марфы и Марии» 1618 года.
Картина была написана для дона Педро де Арче, егермейстера Филиппа IV. В XVIII веке она стала частью Королевской коллекции и, вероятно, была повреждена при пожаре в Мадридском Алькасаре 1734 года, после которого к полотну были добавлены новые секции — 37 см в сумме по боковым сторонам и 50 см сверху. В 1980 году картина подверглась тщательной реставрации, но части полотна, не принадлежащие кисти Веласкеса, было решено оставить. В настоящее время картина экспонируется в оригинальном размере, а добавленные секции закрыты специальной рамкой.